# Rio Ghimbăşel
O Rio Ghimbăşel é um rio da Romênia, afluente do Olt, localizado no distrito de Braşov.